# Karadjeri
Karadjeri är ett australiskt språk som talades av 41 personer år 2016. Karadjeri talas i Väst-Australien. Karadjeri tillhör de pama-nyunganska språken..